# Ablautus rufotibialis
Ablautus rufotibialis är en tvåvingeart som beskrevs av Werner Back 1909. Ablautus rufotibialis ingår i släktet Ablautus och familjen rovflugor. Inga underarter finns listade i Catalogue of Life.